# N. Kósa Judit
N. Kósa Judit (született Kósa Judit, Budapest, 1966. február 23. –) magyar újságíró, író, helytörténész.

## Pályája
A Madách Imre Gimnáziumban érettségizett 1984-ben, majd az Eötvös Loránd Tudományegyetem történelem és angol nyelv és irodalom szakon szerzett középiskolai tanári diplomát. 1989-92 között a Magyar Tudományos Akadémia TMB-ösztöndíjával doktorált. 1988-tól nyelvtanár a Madách Imre Gimnáziumban, 1990-től a Magyar Nemzet, majd a Köztársaság című hetilap munkatársa. 1992-től a Népszabadság kulturális újságírója, szerkesztője, publicistája, 2006-tól rovatvezetője.
Szerkesztője volt a Népszabadság megszűnte után a lap újságírói által írt Fedél Nélkül lapszámnak (581. szám, 2016. október 20., megjelent 37 000 példányban). A Népszabadság megszűnése után, 2017 februárjától a Népszava publicisztikai rovatvezetője.
2022-től az ELTE BTK Modernkori Magyarország doktori iskola hallgatója, a Nagykörút építtetőit kutatja.

### Budapesthez való kötődése
Családi kötelékek révén a Ferencvároshoz, azon belül a Ferenc körúthoz, illetve Kőbányához kötődik, de évtizedek óta Erzsébetváros lakója.
Kulturális újságíróként számos várostörténeti cikke jelent meg, elsősorban a Népszabadságban, illetve annak 1992-2003 közt megjelenő Budapest mellékletében majd 2017-től a Népszava Szép Szó mellékletében. Jellegzetes sorozatai voltak az általa szerkesztett Képmentő, melyben a Népszabadság archívumából kiemelt régi képről szóló írások jelentek meg, valamint a könyvként is kiadott, Lelőhely című sorozat, ahol "talált" családi dokumentumok alapján születtek család- és várostörténeti írások.
A 2004-ben újraindult Budapest folyóirat szerkesztőbizottságának kezdetektől tagja, a lap állandó szerzője. Írásai forrásául szolgáltak számos várostörténeti anyagnak (a Wikipédiában is). A Nagy Budapest Törzsasztal alapító tagja, 2010 óta a Fortepan és a Kulturális Örökség Napja önkéntese, 2015 óta a Budapest100-ban is részt vesz önkéntesként. A 2015-ben alakult civil mozgalom, a Párbeszédet a várért kezdeményezés egyik alapító tagja.

## Főbb művei
- Ráday Mihály: Jelenetek a pesti utcán. Az összekötő szövegeket N. Kósa Judit írta; az adattárat Déry Attila és Sántháné Antal Sára kész. Budapest: Karinthy kiadó. 1998.  ISBN 2399981964653
- N. Kósa Judit – Szablyár Péter: Föld alatti Buda. Budapest: Városháza Kiadó. 2007.  = A mi Budapestünk,  ISBN 9789639669062
- N. Kósa Judit – Szablyár Péter: Föld alatti Pest. Budapest: Városháza Kiadó. 2002.  = A mi Budapestünk,  ISBN 9789639170476
- N. Kósa Judit: Lelőhely. Budapest: Főpolgármesteri Hivatal. 2004.  = Az én Budapestem,  ISBN 9799639170826
- A régi budapesti zsidónegyed. Szöveg N. Kósa Judit, fotó Baric Imre et al. Budapest: Corvina Kiadó. 2005.  ISBN 9789631354225
- Budapest Krónikája, 1956–1973. In: Budapest krónikája: A kezdetektől napjainkig. Budapest: Corvina Könyvkiadó. 2007.  ISBN 9789631356762
- Képszabadság: Válogatás a Népszabadság egyedülálló fotóarchívumából. Szerk. N. Kósa Judit. Pécs: Alexandra. 2015.  
  - 1. "Átkos" pillanatok
  - 2. "Ha végre itt a nyár..."
  - 3. "Holnapra megforgatjuk"
  - 4. A technika csodái
- Lapzárta: A Népszabadság-sztori. Szerk. Miklós Gábor, N. Kósa Judit, Kelen Károly. Budapest: Noran Libro Kiadó. 2016.  ISBN 9786155667305
- N. Kósa Judit: Elveszített névjegyek: Lelőhely – újratöltve. Budapest: Városháza. 2016.  = Titkos Budapest,  ISBN 9789631275384
- N. Kósa Judit – Mártonffy Melinda – Hübner Teodóra: Jelek a térben: Lázár Antal építészete: The architecture of Antal Lázár. Budapest: Corvina Kiadó. 2019.  ISBN 9789631365375
- Budapesti Negyed:

Várostörténet: 1956 után, 20-21. szám (1998. nyár-ősz)
Előszó és kronológia. In: Budapesti negyed 49-50. szám (2005. ősz-tél) - Budapest a Népszabadságban, 1992-2003.
A választás lehetősége, 56. szám (2007. nyár)
- N. Kósa Judit: Nagykörút: Történelmi séta Pest főutcáján. Budapest: Városháza Kiadó. 2022.  ISBN 9789639669727
- N. Kósa Judit: Örök hűség kis hibával: Lelőhely 3. Budapest: Városháza Kiadó. 2025.  ISBN 9789639669819

## Díjak, elismerések
- Dercsényi Dezső-sajtódíj (1996)
- Podmaniczky-díj (2001)[13]
- Népszabadság-díj (2002)
- Pro Cultura Urbis-díj (2002)
- Fehér Rózsa-díj (2006)
- Magyar Lajos-díj (2007)[14]
- Magyar Sajtódíj (2020)[15]
- Csengery Antal-díj (2020)[16]
- Szép Magyar Könyv - Ismeretterjesztő könyvek kategória 2022[17]
- Népszabadság-díj (2024)[18]

## Interjúk
- Nyári Krisztián: N. Kósa Judit: Ha Podmaninczky Frigyest letennék a Blaha sarkán, nem sokáig álldogálna ott. 24.hu. 2023. február 14.
- Más polcra tartozik #18 – N. Kósa Judittal a Nagykörútról. Litera.hu. 2023. október 8.

## Kritikák
- Nagykörút: Mindenki számára nyitva. Revizoronline.com. 2023. június 4.

## Recenziók
- A Nagykörút nagykönyve: N. Kósa Judit Nagykörút – Történelmi séta Pest főutcáján című kötetéről. Kultura.hu. 2023. június 17.